# Auto similarità

La curva di Koch ha un'autosimilarità ripetuta infinite volte quando viene ingrandita.

In matematica, un oggetto auto-simile è esattamente o approssimativamente simile a una sua parte (cioè una o più delle sue parti è internamente omotetica al tutto). Molti oggetti nel mondo reale, come ad esempio le coste, sono statisticamente auto-simili: parti di questi oggetti mostrano le stesse proprietà statistiche a molte scale. L'auto-similarità è una proprietà tipica dei frattali.
L'invarianza di scala è una forma esatta di auto-similarità, dove ad ogni ingrandimento c'è una parte dell'oggetto che è simile al tutto. Per esempio, un lato del fiocco di Koch è sia simmetrico che invariante di scala: può essere ingrandito di un fattore 3 senza cambiare forma.

## Definizione
Uno spazio topologico compatto {\displaystyle X} è auto-simile se esiste un insieme finito {\displaystyle S} di indici ed un insieme di omeomorfismi non suriettivi {\displaystyle \lbrace f_{s}\rbrace _{s\in S}} per cui
{\displaystyle X=\cup _{s\in S}f_{s}(X).}
Se {\displaystyle X\subset Y}, diciamo che {\displaystyle X} è auto-simile se è il solo sottoinsieme non-vuoto di {\displaystyle Y} tale che l'equazione precedente vale per {\displaystyle \lbrace f_{s}\rbrace _{s\in S}}. Una struttura auto-simile è formata dalla terna 
{\displaystyle {\mathfrak {L}}=(X,S,\lbrace f_{s}\rbrace _{s\in S}).}
Gli omeomorfismi possono essere iterati, dando origine a un sistema di funzioni iterate. La composizione di funzioni crea la struttura algebrica di monoide. Quando l'insieme {\displaystyle S} ha solo due elementi, il monoide è detto monoide diadico. Il monoide diadico può essere rappresentato come un albero binario infinito; più in generale, se l'insieme {\displaystyle S} ha {\displaystyle p} elementi, allora il monoide può essere rappresentato come un albero con numero di coordinazione {\displaystyle p.}
Gli automorfismi di un monoide diadico formano il gruppo modulare. Gli automorfismi possono essere rappresentati come le rotazioni iperboliche dell'albero binario.

## Esempi

Auto-similarità nell'insieme di Mandelbrot mostrata zoomando sul punto di Feigenbaum a (-1.401155189...,0)

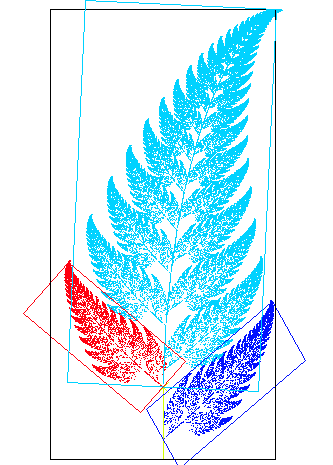
Immagine di una felce che presenta auto-similarità affine

L'insieme di Mandelbrot è auto-simile attorno ai cosiddetti punti di Misiurewicz.
L'auto-similarità ha importanti conseguenze nel progetto di reti di computer, poiché il tipico traffico sulla rete ha proprietà di auto-similarità. Ad esempio, nell'ingegneria delle telecomunicazioni, le sequenze di dati in reti a commutazione di pacchetto sembrano essere auto-simili. Questa proprietà significa che semplici modelli che utilizzano una distribuzione di Poisson sono inadeguati e le reti progettate senza considerare l'auto-similarità hanno grandi probabilità di funzionare in modo inaspettato.
Le piante sono oggetti auto-simili presenti in natura. L'immagine a fianco è un esempio, benché generato al computer, di auto-similarità. Le felci reali, tuttavia, sono estremamente vicine all'auto-similarità reale. 
La teoria del 1941 sulla turbolenza sviluppata da Kolmogorov si basa sull'assunto che il campo di velocità di un fluido turbolento possieda auto-similarità (in senso statistico). Il fatto che tale teoria riesca a fornire certe previsioni corrette, mentre altre risultano errate, indica che tale assunzione è valida solo in prima approssimazione.